# Irlands regeringschef
Irlands regeringschef benämns på svenska premiärminister eller Taoiseach. Taoiseach (plural Taoisigh), ett iriskt ord med betydelsen "hövding", är den officiella benämningen på både iriska och engelska.
Regeringschefen tillsätts formellt av Irlands president (landets statschef) efter att parlamentets andra kammare nominerat en av sina egna ledamöter, dvs ledaren för det största partiet eller koalitionen av partier. Presidenten har inget val utan måste tillsätta parlamentets kandidat varför man kan säga att regeringschefen väljs av parlamentet.
Simon Harris, partiledare för kristdemokratiskt Fine Gael, är Irlands regeringschef sedan den 9 april 2024.

## Innehavare av ämbetet (1937-idag)
| Nr  | Namn                                  | Invald            | Avgick                  | Perioder   | Parti       |
| --- | ------------------------------------- | ----------------- | ----------------------- | ---------- | ----------- |
| 1.  | Éamon de Valera (1:a perioden av 3)   | 29 december, 1937 | 18 februari, 1948       | 3 perioder | Fianna Fáil |
| 2.  | John A. Costello (1:a perioden av 2)  | 18 februari, 1948 | 13 juni, 1951           | 1 period   | Fine Gael   |
|     | Éamon de Valera (2:a perioden av 3)   | 13 juni, 1951     | 2 juni, 1954            | 1 period   | Fianna Fáil |
|     | John A. Costello (2:a perioden av 2)  | 2 juni, 1954      | 20 mars, 1957           | 1 period   | Fine Gael   |
|     | Éamon de Valera (3:e perioden av 3)   | 20 mars, 1957     | 23 juni, 1959           | 1 period   | Fianna Fáil |
| 3.  | Seán Lemass                           | 23 juni, 1959     | 10 november, 1966       | 1 period   | Fianna Fáil |
| 4.  | Jack Lynch (1:a perioden av 2)        | 10 november, 1966 | 14 mars, 1973           | 2 perioder | Fianna Fáil |
| 5.  | Liam Cosgrave                         | 14 mars, 1973     | 5 juli, 1977            | 1 period   | Fine Gael   |
|     | Jack Lynch (2:a perioden av 2)        | 5 juli, 1977      | 11 december, 1979       | 1 period   | Fianna Fáil |
| 6.  | Charles Haughey (1:a perioden av 3)   | 11 december, 1979 | 30 juni, 1981           | 1 period   | Fianna Fáil |
| 7.  | Garret FitzGerald (1:a perioden av 2) | 30 juni, 1981     | 9 mars, 1982            | 1 period   | Fine Gael   |
|     | Charles Haughey (2:a perioden av 3)   | 9 mars, 1982      | 14 december, 1982       | 1 period   | Fianna Fáil |
|     | Garret FitzGerald (2:a perioden av 2) | 14 december, 1982 | 10 mars, 1987           | 1 period   | Fine Gael   |
|     | Charles Haughey (3:e perioden av 3)   | 10 mars, 1987     | 11 februari, 1992       | 2 perioder | Fianna Fáil |
| 8.  | Albert Reynolds                       | 11 februari, 1992 | 15 december, 1994       | 1 period   | Fianna Fáil |
| 9.  | John Bruton                           | 15 december, 1994 | 26 juni, 1997           | 1 period   | Fine Gael   |
| 10. | Bertie Ahern                          | 26 juni, 1997     | 6 maj, 2008             | 2 perioder | Fianna Fáil |
| 11. | Brian Cowen                           | 7 maj, 2008       | 9 mars 2011             | 1 period   | Fianna Fáil |
| 12. | Enda Kenny                            | 9 mars 2011       | 14 juni 2017            | 2 perioder | Fine Gael   |
| 13. | Leo Varadkar                          | 14 juni 2017      | 27 juni 2020            | 1 period   | Fine Gael   |
| 14. | Micheál Martin                        | 27 juni 2020      | 17 december 2022        | 1 period   | Fianna Fáil |
| 16. | Leo Varadkar                          | 17 december 2022  | Nuvarande regeringschef | 2 period   | Fine Gael   |